# Американська асоціація маркетингу
Американська асоціація маркетингу (англ. American Marketing Association)  — професійна асоціація маркетологів.

## Діяльність
Станом на 2008 р. асоціація нараховувала близько 40000 членів. Штаб квартира знаходиться в Чикаго.
АМА була утворена в 1937 році в результаті злиття двох організацій: Національної асоціації маркетингу Вчителів і Американського товариства маркетингу. На сьогодні AMA є одним з найповажніших об'єднань маркетологів у світі. AMA щорічно проводить одні з найбільш професійних конференцій у сфері маркетингу. Асоціація щорічно видає довідник маркетингових компаній та довідник членів AMA.
Асоціація також публікує ряд науково-дослідних монографій, які мають широке поширення в бібліотеках.
Вона публікує стандартні галузеві видання, Журнал державної політики і маркетингу, Журнал маркетингових досліджень, Огляд маркетингу освіти, і Журнал з маркетингу.
Також велике значення у сфері маркетингу має етичний кодекс AMA.